# Carex oedipostyla
Carex oedipostyla é uma espécie de planta com flor pertencente à família Cyperaceae. 
A autoridade científica da espécie é Duval-Jouve, tendo sido publicada em Mémoires de la Section des Sciences; Académie des Sciences et Lettres de Montpellier 7: 442. 1869.

## Portugal
Trata-se de uma espécie presente no território português, nomeadamente em Portugal Continental.
Em termos de naturalidade é nativa da região atrás referida.

## Protecção
Não se encontra protegida por legislação portuguesa ou da Comunidade Europeia.